# Paratrigodon
Paratrigodon es un género extinto de mamífero notoungulado de la familia de los toxodóntidos, que solo incluye a una especie, P. euguii. Al igual que el género emparentado Trigodon, es conocido por la presencia de una protuberancia en forma de cuerno en su frente. Los fósiles de Paratrigodon se han encontrado en la Formación Arroyo Chasicó de Argentina que data de la época del Chasiquense, además de dientes de la fauna de Quebrada Honda de Bolivia que datan de la época Laventense que han sido asociados a este género se consideran demasiado diferentes de la especie tipo como para ser asignados a esta.

## Descripción
Paratrigodon fue descrito originalmente en 1931 a partir de restos encontrados en la Formación Arroyo Chasicó. El holotipo, MLP 12-1664 preserva  la base y la zona del rostro de un cráneo de un ejemplar adulto, incluyendo el arco cigomático. El cráneo era más grande que el de Trigodon, con un hocico alargado e incisivos anchos, similares a los de Toxodon, con una protuberancia bien desarrollada en su frente que se cree pudo ser el punto de sujeción de un cuerno de queratina. Se diferencia de muchos otros toxodóntidos por tener dientes superiores con un único pliegue en el esmalte que no se bifurca y un surco distolingual suave. El nombre de la especie es en honor de Bernardo Eugui, un miembro del departamento de paleontología del Museo de La Plata, quien descubrió la mayor parte del material asignado al espécimen holotipo.